# Fort Wheeling
Fort Wheeling est une série de bande dessinée historique de l'Italien Hugo Pratt publiée de 1962 à 1981 dans diverses revues argentines, italienne et française. Pratt y reprend l'époque et le thème de la série Ticonderoga qu'il avait dessinée cinq ans plus tôt sur des textes de Héctor Oesterheld.

## Synopsis
Wheeling, bourgade située au confluent des rivières Wheeling Creek et Ohio. En 1774, Criss Kenton a 17 ans, sa famille a été massacrée par les Indiens. Engagé dans un bataillon qui lance des expéditions contre des tribus indiennes, il fait la connaissance d’un jeune aristocrate, Patrick Fitzgerald, fils d’immigrés anglais. La Guerre d'Indépendance contre la Grande-Bretagne éclate et les deux amis choisissent chacun leur camp.

## Analyse
Hugo Pratt s'est basé sur l'auteur américain de romans historiques Kenneth Roberts pour cette bande dessinée, ainsi que pour son livre Le Roman de Criss Kenton (du nom du personnage de cette histoire Criss Kenton). Ces deux œuvres narrent la même histoire, mais selon deux codes différents : l'un avec ceux de la bande dessinée, l'autre du roman. Pratt estime que le personnage historique de Simon Girty (en) n'a été qu'effleuré par Kenneth Roberts et Zane Grey (autre écrivain américain) ; il voulait donc le placer au cœur de l'intrigue de son roman. Il espère ainsi avoir écrit le livre qui manquait dans la série d'ouvrage de ses prédécesseurs. Le bédéiste a beaucoup été marqué par ces deux auteurs. Il explique que de tous les romanciers ayant raconté les guerres de frontières nord-américaines du XVIIIe siècle, Roberts est celui qui a réalisé le plus de recherches historiques, ayant même écrit un livre pour raconter comment il avait écrit son roman historique Northwest Passage (en) (1937). Cet auteur connaît par cœur les études de l'historien Francis Parkman et est le seul à recréer de manière convaincante toute la société de la Nouvelle-Angleterre de cette époque. Ainsi, il n'y a que lui pour faire vivre une poissonnière des docks de Boston. Comme il a écrit après d'autres auteurs similaires, il a bénéficié de leurs travaux. Tout comme Pratt a bénéficié des siens.
Zane Grey, lui, est un des maîtres du roman d'aventures, actuellement oublié, bien que populaire dans les années 1930, également auteur de BD comme la série créée en 1935 King of the Royal Mounted. Il est à l'origine de l'intérêt du bédéiste pour ces guerres de frontières, ayant découvert ses livres à neuf ans. Pratt a été marqué à jamais par la trilogie sur la région de Wheeling : Betty Zane (1903), The Spirit of the Border (en) (1906) et The Last Trail (1909). À l'instar de James Oliver Curwood et Jack London, cet écrivain a le culte du self-made man, de celui qui ne doit rien aux autres, en plus d'aller à l'encontre des idées reçues. Partisan de la devise Go West, young man (en), Grey contribue au mythe américain. Ses personnages, la plupart ruraux, affrontent un environnement hostile. Dans le roman américain, on trouve cette tradition du héros solitaire, porté seulement par son éthique personnelle. C'est aussi le cas du personnage de Sam Spade, créé par Dashiell Hammett pour son roman Le Faucon de Malte (1930).

## Parutions
1. Fort Wheeling (1976) Album de 107 pages noires et blanches
2. Fort Wheeling, deuxième époque (1981) Album de 62 planches couleurs

## Rééditions
1. Fort Wheeling (1980 puis 1995) Album de 107 pages toujours en noir et blanc
2. Fort Wheeling, deuxième époque (1995) Album de 99 pages en noir et blanc